# 長吻針鼴
長吻針鼴（學名：Zaglossus bruijnii），又名原針鼴、三趾針鼴、五趾針鼴或曲喙針鼴，是地球上最原始的現生哺乳動物之一，近年來數量下降很快。
長吻針鼴僅分佈於新幾內亞島，介乎海拔1300米至4000米，不過在南部低地及北部海岸卻不見牠們的蹤影，也有可能存在於鄰近的印尼薩拉瓦蒂島。牠們喜歡生活在高寒草原及潮濕山區森林。牠不像澳洲針鼴吃螞蟻及白蟻，而是吃蚯蚓。長吻針鼴比澳洲針鼴大，達到16.5公斤重，吻長及可以向下，其刺混雜在長毛之間。前後肢均具3爪，爪堅硬銳利，適合挖掘。毛針鼴是異溫動物;根據環境溫度的不同，它們的溫度可以在36到25C之間變化。同時，針鼴繼續活躍，在最不利的條件下會冬眠。
長吻針鼴被世界自然保護聯盟列為極危物種，數量因棲息地減少及狩獵而下降。雖然狩獵長吻針鼴已被印尼及新畿內亞政府所禁止，但傳統的狩獵仍然繼續。於2006年，保護國際在巴布亞省的福亞山脈發現大量的長吻針鼴。